# Тіяна Матич
Тіяна Матич (серб. Тијана Матић; нар. 22 лютого 1996, Панчево, СР Югославія) — сербська футболістка, ліва півзахисниця російського клубу «Рязань-ВДВ» та національної збірної Сербії.

## Життєпис
Футболом розпочала займатися з 6-річного віку в клубі «Петличі», згодом тренувалася з «Раднички» (Ковін). У 15-річному віці, після отримання права виступати і жіночій Суперлізі Сербії, перейшла в «Црвену звезду». З лютого 2015 року виступала за «Спартак» (Суботиця) на позиції лівого півзахисника. З 2021 року — в команді «Рязань-ВДВ».
У футболці юнацької та молодіжної збірної Сербії зіграла 16 матчів, в яких відзначилася 4-ма голами. У футболці національної збірної Сербії дебютувала 2012 року в поєдинку проти Німеччини.

## Досягнення
- Суперліга Сербії
  -  Чемпіон (5): 2015/16, 2016/17, 2017/18, 2018/19, 2019/20
  -  Срібний призер (2): 2011/12, 2014/15